# Eliminatórias da Copa do Mundo FIFA de 2018 - Europa (segunda fase)
A segunda fase das eliminatórias da Europa para a Copa do Mundo FIFA de 2018 foi disputada pelas oito melhores seleções segundos colocados de cada grupo da primeira fase, com os vencedores se classificando para a Copa do Mundo.

## Equipes classificadas
Os oito melhores segundos colocados de cada grupo disputaram a segunda fase.
Na época do sorteio, os grupos H e I tiveram uma equipe menos do que os outros grupos, então foi anunciado que as partidas contra a última equipe colocada em cada um dos grupos de seis equipes não seriam incluídas no ranking dos segundo colocados. A UEFA confirmou que, mesmo após a admissão de Kosovo e Gibraltar e com todos os grupos contendo seis equipes, este regulamento não mudou e as partidas contra as equipes na sexta colocação em todos os grupos ainda serão descartadas. Como resultado, apenas oito partidas jogadas por cada equipe serão contadas na tabela dos segundo colocados.
Os oito melhores segundos colocados foram determinados pelos seguintes parâmetros, nesta ordem:
1. Maior número de pontos
2. Saldo de gols
3. Maior número de gols marcados
4. Maior número de gols marcados jogando como visitante
5. Pontos de fair play

| Pos | Grp | Equipe           | Pts | J | V | E | D | GP | GC | SG  | Classificado                              |
| --- | --- | ---------------- | --- | - | - | - | - | -- | -- | --- | ----------------------------------------- |
| 1   | B   | Suíça            | 21  | 8 | 7 | 0 | 1 | 18 | 6  | +12 | Equipes qualificadas para a segunda fase) |
| 2   | G   | Itália           | 17  | 8 | 5 | 2 | 1 | 12 | 8  | +4  | Equipes qualificadas para a segunda fase) |
| 3   | E   | Dinamarca        | 14  | 8 | 4 | 2 | 2 | 13 | 6  | +7  | Equipes qualificadas para a segunda fase) |
| 4   | I   | Croácia          | 14  | 8 | 4 | 2 | 2 | 8  | 4  | +4  | Equipes qualificadas para a segunda fase) |
| 5   | A   | Suécia           | 13  | 8 | 4 | 1 | 3 | 18 | 9  | +9  | Equipes qualificadas para a segunda fase) |
| 6   | C   | Irlanda do Norte | 13  | 8 | 4 | 1 | 3 | 10 | 6  | +4  | Equipes qualificadas para a segunda fase) |
| 7   | H   | Grécia           | 13  | 8 | 3 | 4 | 1 | 9  | 5  | +4  | Equipes qualificadas para a segunda fase) |
| 8   | D   | Irlanda          | 13  | 8 | 3 | 4 | 1 | 7  | 5  | +2  | Equipes qualificadas para a segunda fase) |
| 9   | F   | Eslováquia       | 12  | 8 | 4 | 0 | 4 | 11 | 6  | +5  | Eliminado                                 |

## Sorteio
O sorteio foi realizado em 17 de outubro de 2017 na sede da FIFA em Zurique na Suíça. As oito equipes foram classificadas pelo Ranking Mundial da FIFA, publicado em 16 de outubro de 2017, com as quatro melhores equipes no pote 1 e as quatro restantes no pote 2. Equipes do pote 1 jogaram contra equipes do pote 2 em partidas de ida e volta, com a ordem das partidas decididas por sorteio.
| Pote 1                                                     | Pote 2                                                             |
| ---------------------------------------------------------- | ------------------------------------------------------------------ |
| - Suíça (11) - Itália (15) - Croácia (18) - Dinamarca (19) | - Irlanda do Norte (23) - Suécia (25) - Irlanda (26) - Grécia (47) |

## Partidas
As partidas de ida foram disputadas entre os dias 9 e 11 de novembro e as partidas de volta entre 12 e 14 de novembro de 2017.
| Equipe 1         | Total | Equipe 2 | 1.º jogo | 2.º jogo |
| ---------------- | ----- | -------- | -------- | -------- |
| Irlanda do Norte | 0–1   | Suíça    | 0–1      | 0–0      |
| Croácia          | 4–1   | Grécia   | 4–1      | 0–0      |
| Dinamarca        | 5–1   | Irlanda  | 0–0      | 5–1      |
| Suécia           | 1–0   | Itália   | 1–0      | 0–0      |

### Ida
| 9 de novembro de 2017 | Irlanda do Norte | 0 – 1     | Suíça               | Parque de Windsor, Belfast                  |
| 19:45 (UTC+0)         |                  | FIFA UEFA | Rodríguez 58' (pen) | Público: 18 269 Árbitro: ROU Ovidiu Hațegan |

| Irl. do Norte | Suíça |

| 9 de novembro de 2017 | Croácia                                                     | 4 – 1     | Grécia               | Estádio Maksimir, Zagreb                     |
| 20:45 (UTC+1)         | Modrić 13' (pen) · Kalinić 19' · Perišić 33' · Kramarić 49' | FIFA UEFA | Papastathopoulos 30' | Público: 30 013 Árbitro: ITA Gianluca Rocchi |

| Croácia | Grécia |

| 10 de novembro de 2017 | Suécia        | 1 – 0     | Itália | Friends Arena, Solna                      |
| 20:45 (UTC+1)          | Johansson 61' | FIFA UEFA |        | Público: 49 193 Árbitro: TUR Cüneyt Çakır |

| Suécia | Itália |

| 11 de novembro de 2017 | Dinamarca | 0 – 0     | Irlanda | Estádio Parken, Copenhague                 |
| 20:45 (UTC+1)          |           | FIFA UEFA |         | Público: 36 189 Árbitro: SRB Milorad Mažić |

| Dinamarca | Irlanda |

### Volta
| 12 de novembro de 2017 | Suíça | 0 – 0     | Irlanda do Norte | St. Jakob-Park, Basileia                 |
| 18:00 (UTC+1)          |       | FIFA UEFA |                  | Público: 36 000 Árbitro: GER Felix Brych |

| Suíça | Irl. do Norte |

Suíça venceu por 1–0 no placar agregado e avançou a Copa do Mundo FIFA de 2018.
| 12 de novembro de 2017 | Grécia | 0 – 0     | Croácia | Estádio Karaiskákis, Pireu                 |
| 21:45 (UTC+2)          |        | FIFA UEFA |         | Público: 18 667 Árbitro: NED Björn Kuipers |

| Grécia | Croácia |

Croácia venceu por 4–1 no placar agregado e avançou a Copa do Mundo FIFA de 2018.
| 13 de novembro de 2017 | Itália | 0 – 0     | Suécia | Estádio Giuseppe Meazza, Milão                   |
| 20:45 (UTC+1)          |        | FIFA UEFA |        | Público: 72 696 Árbitro: ESP Antonio Mateu Lahoz |

| Itália | Suécia |

Suécia venceu por 1–0 no placar agregado e avançou a Copa do Mundo FIFA de 2018.
| 14 de novembro de 2017 | Irlanda  | 1 – 5     | Dinamarca                                              | Aviva Stadium, Dublin                         |
| 19:45 (UTC+0)          | Duffy 6' | FIFA UEFA | Christensen 29' · Eriksen 32', 63', 74' · Bendtner 90' | Público: 50 000 Árbitro: POL Szymon Marciniak |

| Irlanda | Dinamarca |

Dinamarca venceu por 5–1 no placar agregado e avançou a Copa do Mundo FIFA de 2018.

## Artilheiros
3 gols (1)
- DEN Christian Eriksen

1 gol (10)
- CRO Andrej Kramarić
- CRO Ivan Perišić
- CRO Luka Modrić
- CRO Nikola Kalinić
- DEN Andreas Christensen
- DEN Nicklas Bendtner
- GRE Sokratis Papastathopoulos
- IRL Shane Duffy
- SUI Ricardo Rodríguez
- SWE Jakob Johansson